# DFB-Pokal der Frauen 2020-2021
La DFB Pokal der Frauen 2020-2021 è stata la quarantunesima edizione della Coppa di Germania, organizzata dalla federazione tedesca (DFB) e riservata alle squadre femminili che partecipano ai campionati di primo e secondo livello, rispettivamente 12 dalla Frauen-Bundesliga, 9 dalla 2. Frauen-Bundesliga, una selezione di dieci squadre provenienti dalla Regionalliga, oltre alle 21 squadre vincitrici della rispettiva coppa regionale. Come per i dieci anni precedenti, la finale si disputerà al RheinEnergieStadion di Colonia.
Il torneo è stato vinto per l'ottava volta, la settima consecutiva, dal Wolfsburg, che in finale ha sconfitto l'Eintracht Francoforte dopo i tempi supplementari.

## Squadre partecipanti
La competizione si svolge su sei turni ad eliminazione a gara secca. Sono 52 le squadre qualificate al torneo:
| Frauen-Bundesliga tutte le squadre dell'edizione 2019-2020 | 2. Frauen-Bundesliga 9 delle 14 squadre dell'edizione 2019-2020                                                                    | Frauen-Regionalliga Prime e seconde classificate dell'edizione 2019-2020                                                                                 | Rappresentanti regionali 21 club vincitori delle coppe organizzate dai 21 comitati regionali della DFB nella stagione 2019-2020. |
| - Bayer Leverkusen - Bayern Monaco - Eintracht Francoforte - Colonia - MSV Duisburg - SGS Essen - Friburgo - Hoffenheim - Jena - Sand - Turbine Potsdam - Wolfsburg (detentore) | - Andernach - Arminia Bielefeld - Borussia M'gladbach - Cloppenburg - Gütersloh - Ingolstadt - Meppen - Saarbrücken - Werder Brema | - Berghofen - Bochum - Borussia Bocholt - Göttelborn - Henstedt-Ulzburg - Niederkirchen - Norimberga - RB Lipsia - Viktoria Berlino - Würzburger Kickers | - Baden settentrionale - Karlsruhe - Baviera - Weinberg - Berlino - GW Neukölln - Brandeburgo - Babelsberg - Brema - Buntentor - Amburgo - Walddörfer - Assia - Opel Rüsselsheim - Meclemburgo-Pomerania Anteriore - Rostocker - Renania centrale - Fortuna Colonia - Renania meridionale - Budberg - Bassa Sassonia - Jahn Delmenhorst - Renania-Palatinato - Holzbach - Saarland - Riegelsberg - Sassonia - Phoenix Leipzig - Sassonia-Anhalt - Magdeburger FFC - Schleswig-Holstein - Holstein Kiel - Baden meridionale - Gottenheim - Sud ovest - Wörrstadt - Turingia - Erfurt - Vestfalia - Rhade - Württemberg - Alberweiler |

## Date
| Fase        | Turno            | Andata                      | Ritorno                     |
| ----------- | ---------------- | --------------------------- | --------------------------- |
| Preliminari | 1º turno         | 19-27 settembre 2020        | 19-27 settembre 2020        |
| Preliminari | 2º turno         | 31 ottobre-1º novembre 2020 | 31 ottobre-1º novembre 2020 |
| Fase finale | Ottavi di finale | 5-6 dicembre 2020           | 5-6 dicembre 2020           |
| Fase finale | Quarti di finale | 20-21 marzo 2021            | 20-21 marzo 2021            |
| Fase finale | Semifinali       | 4 aprile 2021               | 4 aprile 2021               |
| Fase finale | Finale           | 30 maggio 2021              | 30 maggio 2021              |

### Primo turno
| Squadra 1           | Risultato       | Squadra 2          |
| ------------------- | --------------- | ------------------ |
| 19 settembre 2020   |                 |                    |
| GW Neukölln         | 0 – 9           | Meppen             |
| 20 settembre 2020   |                 |                    |
| Borussia M'gladbach | 0 – 5           | Werder Brema       |
| 26 settembre 2020   |                 |                    |
| Weinberg            | 7 – 1           | Holzbach           |
| Holstein Kiel       | 1 – 2           | Berghofen          |
| Ingolstadt          | 1 – 2           | Würzburger Kickers |
| Gottenheim          | 3 – 6           | Saarbrücken        |
| Alberweiler         | 0 – 2           | Andernach          |
| Rhade               | 0 – 1           | Borussia Bocholt   |
| Gütersloh           | 5 – 1           | Arminia Bielefeld  |
| 27 settembre 2020   |                 |                    |
| Budberg             | 0 – 3           | Henstedt-Ulzburg   |
| Fortuna Colonia     | 3 – 0 (dts)     | Babelsberg         |
| RB Lipsia           | 2 – 0           | Niederkirchen      |
| Riegelsberg         | 1 – 1 (3-4 dtr) | Karlsruhe          |
| Opel Rüsselsheim    | 0 – 0 (5-4 dtr) | Norimberga         |
| Rostocker           | 0 – 2           | Walddörfer         |
| Bochum              | 3 – 0           | Viktoria Berlino   |
| Jahn Delmenhorst    | 8 – 1           | Buntentor          |
| Eefurt              | 3 – 1           | Phoenix Leipzig    |
| Wörrstadt           | 0 – 5           | Göttelborn         |
|                     |                 |                    |
| Magdeburger FFC     | w/o             | Cloppenburg        |

### Secondo turno
| Squadra 1        | Risultato   | Squadra 2             |
| ---------------- | ----------- | --------------------- |
| 31 ottobre 2020  |             |                       |
| Magdeburger FFC  | 0 – 8       | Turbine Potsdam       |
| Bochum           | 0 – 11      | Wolfsburg             |
| Karlsruhe        | 0 – 8       | Eintracht Francoforte |
| Andernach        | 3 – 1       | Saarbrücken           |
| Borussia Bocholt | 0 – 3       | MSV Duisburg          |
| Gütersloh        | 3 – 2 (dts) | SGS Essen             |
| Fortuna Colonia  | 0 – 2       | Werder Brema          |
| 1º novembre 2020 |             |                       |
| RB Lipsia        | 4 – 1       | Berghofen             |
| Jena             | 0 – 2       | Bayern Monaco         |
| Opel Rüsselsheim | 0 – 11      | Friburgo              |
| Henstedt-Ulzburg | 2 – 3       | Meppen                |
| Ingolstadt       | 2 – 4 (dts) | Hoffenheim            |
| Weinberg         | 5 – 0       | Erfurt                |
| Colonia          | 1 – 0       | Bayer Leverkusen      |
| 6 dicembre 2020  |             |                       |
| Göttelborn       | 1 – 4       | Sand                  |
| 13 dicembre 2020 |             |                       |
| Jahn Delmenhorst | 1 – 2       | Walddörfer            |

## Ottavi di finale
| Squadra 1        | Risultato       | Squadra 2             |
| ---------------- | --------------- | --------------------- |
| 5 dicembre 2020  |                 |                       |
| Weinberg         | 1 – 9           | Friburgo              |
| 6 dicembre 2020  |                 |                       |
| RB Lipsia        | 0 – 4           | Eintracht Francoforte |
| Andernach        | 6 – 1           | Gütersloh             |
| Wolfsburg        | 3 – 1           | MSV Duisburg          |
| Colonia          | 1 – 6           | Hoffenheim            |
| 30 gennaio 2021  |                 |                       |
| Walddörfer       | 0 – 13          | Bayern Monaco         |
| 28 febbraio 2021 |                 |                       |
| Turbine Potsdam  | 2 – 1           | Sand                  |
| Werder Brema     | 2 – 2 (5-3 dtr) | Meppen                |

## Quarti di finale
| Squadra 1     | Risultato | Squadra 2             |
| ------------- | --------- | --------------------- |
| 19 marzo 2021 |           |                       |
| Hoffenheim    | 1 – 2     | Bayern Monaco         |
| 20 marzo 2021 |           |                       |
| Wolfsburg     | 7 – 0     | Werder Brema          |
| 21 marzo 2021 |           |                       |
| Friburgo      | 6 – 3     | Turbine Potsdam       |
| Andernach     | 1 – 7     | Eintracht Francoforte |

## Semifinali
| Squadra 1             | Risultato | Squadra 2     |
| --------------------- | --------- | ------------- |
| 3 aprile 2021         |           |               |
| Eintracht Francoforte | 2 – 1     | Friburgo      |
| 4 aprile 2021         |           |               |
| Wolfsburg             | 2 – 0     | Bayern Monaco |

## Finale
| Arbitro: | Derlin (Bad Schwartau) |

|  |           |            |
|  | Marcatori | 118’ Pajor |